# آپپر دنتون
آپپر دنتون (به انگلیسی: Upper Denton) یک روستا و محله مدنی در بریتانیا است که در کارلایل واقع شده‌است.